# Eldersfield
Eldersfield – wieś w Anglii, w hrabstwie Worcestershire, w dystrykcie Malvern Hills. Leży 25 km na południe od miasta Worcester i 159 km na zachód od Londynu.